# 巴尼亞雷索維茨卡

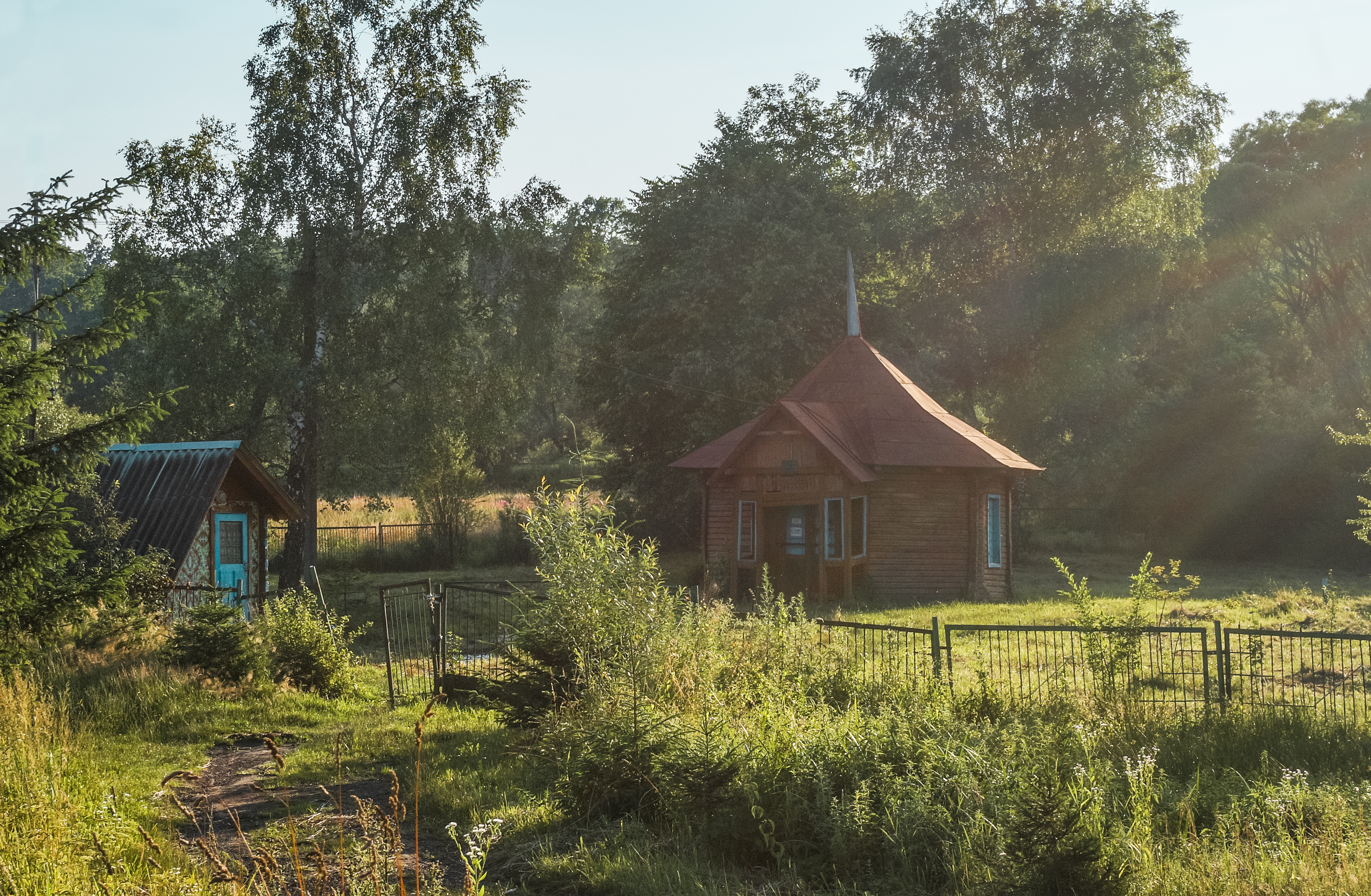
巴尼亞雷索維茨卡

49°7′58″N 23°52′56″E / 49.13278°N 23.88222°E
巴尼亞雷索維茨卡（烏克蘭語：Баня Лисовицька），是烏克蘭的村庄，位於該國西部利沃夫州，由斯特雷區莫爾申市鎮負責管轄，始建於1920年，面積16.47平方公里，海拔高度355米，人口1,700，人口密度每平方公里106.92人。